# FirstOntario Centre
FirstOntario Centre – arena w Hamilton w Kanadzie. Jej maksymalna pojemność wynosi 19 000.

## Historia
Arena została otwarta w 1985 roku, a koszt jej budowy wyniósł 35,8 milionów dolarów (łącznie z 2,3 milionami - kosztem budowy parkingu). Tablica punktowa pochodziła z nieistniejącej już areny Winnipeg i została zakupiona za 214 000 dolarów.

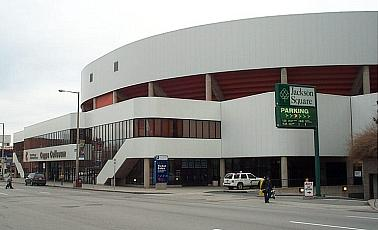
Copps Coliseum

Od 1996 do 2015 Copps Coliseum była areną domową drużyny AHL Hamilton Bulldogs, a od 2015 drużyny OHL o tej samej nazwie.
W 1986 roku Copps Coliseum była główną halą podczas mistrzostw świata juniorów w hokeju na lodzie. Poza tym miały w niej miejsce inne wydarzenia: Canada Cup (1987), Royal Rumble WWE (1988), Memorial Cup (1990), mistrzostwa świata w koszykówce mężczyzn (1994) i The Brier (2007).
W 2007 roku miliarder Jim Balsillie złożył ofertę kupna Nashville Predators za 220 milionów dolarów. Chciał on przenieść zespół do Hamilton i użyć Copps Coliseum jako tymczasowej areny domowej, po czym albo wybudować nowy obiekt, albo odnowić Copps i nadać jej nowoczesnych standardów NHL. Jednak ostatecznie jego propozycja została odrzucona.
W 2009 roku hokejowa drużyna Phoenix Coyotes ogłosiła bankructwo, na co zareagował Jim Balsillie składając ofertę jej kupna w wysokości 212,5 milionów dolarów. Jednocześnie złożył on ofertę dwudziestoletniego wynajmu Copps Coliseum, w której mieliby grać Coyotes. 9 maja 2009 pojawiły się doniesienia, iż burmistrz Hamilton Fred Eisenberger spotkał się z drugim zespołem, którego interesował wynajem areny. Kanadyjscy biznesmeni Tom Gaglardi i Nelson Skalbania mieli bowiem planować przeniesienie Atlanta Thrashers do Coliseum w trakcie sezonu 2010/2011 NHL. Tego samego dnia wiceprezydent Trashers Don Waddell zaprzeczył jednak tym doniesieniom twierdząc, że nie są prawdziwe. Powtórzył to również w telewizji ESPN mówiąc: „Dziś rano ponownie rozmawiałem o tym z właścicielami. Atlanta Trashers jest żywą częścią Atlanty. Posiadamy również Atlanta Hawks i umowę wynajmu Philips Arena. Będziemy częścią tej społeczności jeszcze przez wiele, wiele lat."
13 maja 2009 roku poinformowano, iż Balsillie otrzymał prawa do użytkowania Copps Coliseum. 29 maja 2009 roku ujawnił on swoje plany dotyczące gruntownej renowacji obiektu.
Oryginalnie nazwana na cześć Victor K. Copps, polityka i burmistrza Hamilton.  27 stycznia 2014, zarząd miasta zagłosował na zmianę nazwy na FirstOntario Centre, tak nazwanej na rzecz lokalnej kasy kredytowej.